# The Fairy Queen

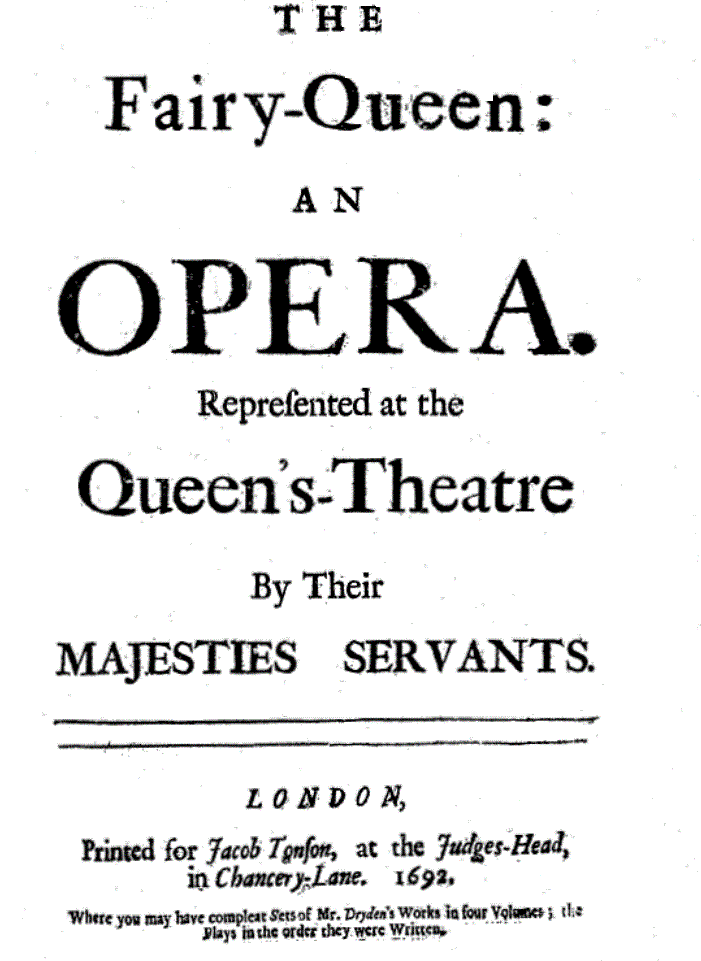
Capa da edição original impressa

The Fairy Queen (1692; número de catálogo Purcell Z.629) é uma masque ou semi-ópera de Henry Purcell; um "espetáculo da Restauração".  O libreto é uma adaptação anônima da comédia de William Shakespeare Sonho de uma noite de verão.  Executada pela primeira vez em 1692, The Fairy Queen foi composta três anos antes da morte de Purcell, aos 35 anos. Após sua morte, a partitura foi perdida e redescoberta apenas no início do século XX.
Purcell não colocou nenhum texto de Shakespeare na música; em vez disso, compôs música para masques curtas em todos os atos, menos no primeiro. A peça em si também foi ligeiramente modernizada, de acordo com as convenções dramáticas do século XVII, mas, em geral, o texto falado é como Shakespeare escreveu. As masques estão relacionadas à peça metaforicamente, e não literalmente. Muitos críticos afirmaram que não têm relação com a peça. Estudos recentes mostraram que a ópera, que termina com uma masque com Himeneu, o Deus do casamento, foi composta para o décimo quinto aniversário de casamento de Guilherme III e Maria II. 

## Referencias
Notas
1. ↑  Milhouse, pp. 50–61
2. ↑  Não tem relação com o poema de Edmund Spenser, The Faerie Queene
3. ↑  Muller 2005 pp. 667–681

Fontes
- Ashman, Mike, "Lost in Music." The Guardian, 7 de Maio de 2005
- Breen, Ed, "Purcell: The Fairy Queen", Musical Criticism, Julho de 2009
- Burden, Michael. "Casting issues in the original production of Purcell's opera The Fairy-Queen " Music & Letters 84/4 (Nov.2003) oxfordjournals.org
- DeMarco, Laura. oxfordjournals.org "The Fact of the Castrato and the Myth of the Countertenor." The Musical Quarterly 86 (2002), 174–185. An argument against the use of countertenors as castrati replacements, but the relevance to this article comes in the more balanced discussion of countertenors as used by Purcell.
- Dent, Edward J. Foundations of English Opera, Cambridge University Press, Cambridge, 1928.
- Holst, Imogen [ed]. Henry Purcell 1659–1695: Essays on His Music, Oxford University Press, London, 1959.
- Kimberley, Nick, "The Fairy Queen Crass? Vulgar? Magic!", The Independent, 21 de outubro de 1995
- van Lennep, William et al. [eds], The London Stage, parts 1 (1965) and 2 (1959), Southern Illinois University Press, Carbondale.
- Moore, R. E. Henry Purcell and the Restoration Theatre, Greenwood Press, Westport CT, 1961.
- Milhous, Judith, "The Multimedia Spectacular on the Restoration Stage", in British Theatre and the Other Arts, 1660–1800, ed. Shirley Strum Kenny, Associated University Presses, Cranbury, New Jersey, 1984
- Muller, Frans and Julia, oxfordjournals.org "Completing the picture: the importance of reconstructing early opera". Early Music, vol XXXIII/4 (Novembro de 2005).
- Price, Curtis A. Henry Purcell and the London Stage,Cambridge University Press, Cambridge, 1984.
- Price, Curtis. grovemusic.com "The Fairy-Queen", Grove Music Online, ed. L. Macy
- Savage, Roger. "The Shakespeare-Purcell Fairy-Queen: A Defence and Recommendation", Early Music, vol I (1973) oxfordjournals.org.
- Savage, Roger. "The Fairy-Queen: an Opera" in Henry Purcell's Operas, The Complete Texts, ed. Michael Burden, Oxford University Press, Oxford, 2000.
- Shay, Robert, and Robert Thompson. Purcell Manuscripts: The Principal Musical Sources (Cambridge, 2000).
- Steane, J. B. grovemusic.com "Countertenor", Grove Music Online, ed. L. Macy.
- Westrup, Sir Jack and Harrison, F.Ll. Collins Encyclopedia of Music, William Collins Sons & Company, London and Glasgow, 1976, ISBN 0-00-434331-X.
- White, Michael, "What a drag – it's just not Purcell", The Independent on Sunday, 29 de outubro de 1995